# HMS Galten (M46)
HMS Galten (M46) var en minsvepare i svenska flottan av typ fiskeminsvepare byggd i trä, avsedd att utbilda besättningar för mobilisering till tjänstgöring ombord på trålare modifierade för hjälpminsvepning. Användes även till ubåtsjakt som utläggare och avlyssningsplattform för passiva hydrofonbojsystem. Hon byggdes 1985-86 om till röjdykarbåt. Fartyget skulle egentligen ha hetat HMS Garpen men på grund av en felskrivning registrerades hon under HMS Galten och fick sedan behålla det namnet. Hon såldes 2001.
Idag går HMS Galten som civilt dykfartyg i Narvik med bibehållet namn.